# Mike Morrison (1989)
Micheal Morrison, detto Mike (St. Petersburg, 31 ottobre 1989), è un ex cestista statunitense, professionista in Europa.

## Palmarès
- FIBA Europe Cup: 1

Skyliners Francoforte: 2015-16